# Topsentia mollis
Topsentia mollis är en svampdjursart som först beskrevs av de Laubenfels 1954.  Topsentia mollis ingår i släktet Topsentia och familjen Halichondriidae. Inga underarter finns listade i Catalogue of Life.